# Рибітви (Куявсько-Поморське воєводство)
Рибітви (пол. Rybitwy, нім. Georgenburg) — село в Польщі, у гміні Пакосць Іновроцлавського повіту Куявсько-Поморського воєводства.
Населення — 522 особи (2011).
У 1975-1998 роках село належало до Бидгощського воєводства.

## Демографія
Демографічна структура станом на 31 березня 2011 року:
|          | Загалом | Допрацездатний вік | Працездатний вік | Постпрацездатний вік |
| -------- | ------- | ------------------ | ---------------- | -------------------- |
| Чоловіки | 266     | 46                 | 188              | 32                   |
| Жінки    | 256     | 45                 | 151              | 60                   |
| Разом    | 522     | 91                 | 339              | 92                   |